# لويس ديبريز
لويس ديبريز (بالفرنسية: Louis Déprez)‏ ولد بتاريخ 6 يناير 1921 في ليريس، فرنسا، وتوفي في 27 يوليو 1999 في ليريس، فرنسا، كان دراج فرنسي.

## روابط خارجية
- لويس ديبريز على موقع أرشيف الدراجات (الإنجليزية)
- لويس ديبريز على موقع إحصائيات الدراجات الإحترافية (الإنجليزية)